# Преслав (кораб)
„Преслав“ е български кораб, построен във Варненска корабостроителница.
Корабът е построен през 20 април 1966 г. г., във Варненската корабостроителница. Първи капитан на кораба е Видю Видев, а първи главен механик – Иван Пенков. Корабът е плавал по т. нар. линия България – Континента, т.е. Западна Европа и обратно през Пирея, Измит или Истанбул и Бургас.